# Norbert Graeser
Norbert Graeser (* 1972 in München) ist ein deutscher Sänger, Musiker und Liedtexter.

## Musik
Norbert Graeser arbeitet im Genre deutschsprachiger Indie-Rock. Er macht seine ersten musikalischen Schritte Anfang der 90er mit der Band Kiosk in München, bis er 1995 zusammen mit Lenz Lehmair und Marc Deckert die Band Monostars gründet. Die Monostars existieren in veränderter Besetzung bis heute. Zwischenzeitlich war Norbert Graeser Bassist der Instrumental-Post-Rock-Band Carrera und arbeitete als Musiker mit diversen anderen Künstlern zusammen wie den Moulinettes und Coulor of Spring.

## Stil
Eine Art Markenzeichen von Graesers Gesang ist das stellenweise anklingende Zungenspitzen-R und somit die leicht-durchklingende siebenbürgische Herkunft seiner Eltern. Die teils melancholischen und nachdenklichen Texte nehmen sich gesellschaftlicher Phänomene nicht nur oberflächlich an und werden daher oft als Diskurs-Pop rezensiert.

## Privates
Er lebt und arbeitet als Architekt in München.